# Todea barbara
Todea barbara är en safsaväxtart som först beskrevs av Carolus Linnaeus, och fick sitt nu gällande namn av Moore. Todea barbara ingår i släktet Todea och familjen Osmundaceae. Inga underarter finns listade.

## Bildgalleri

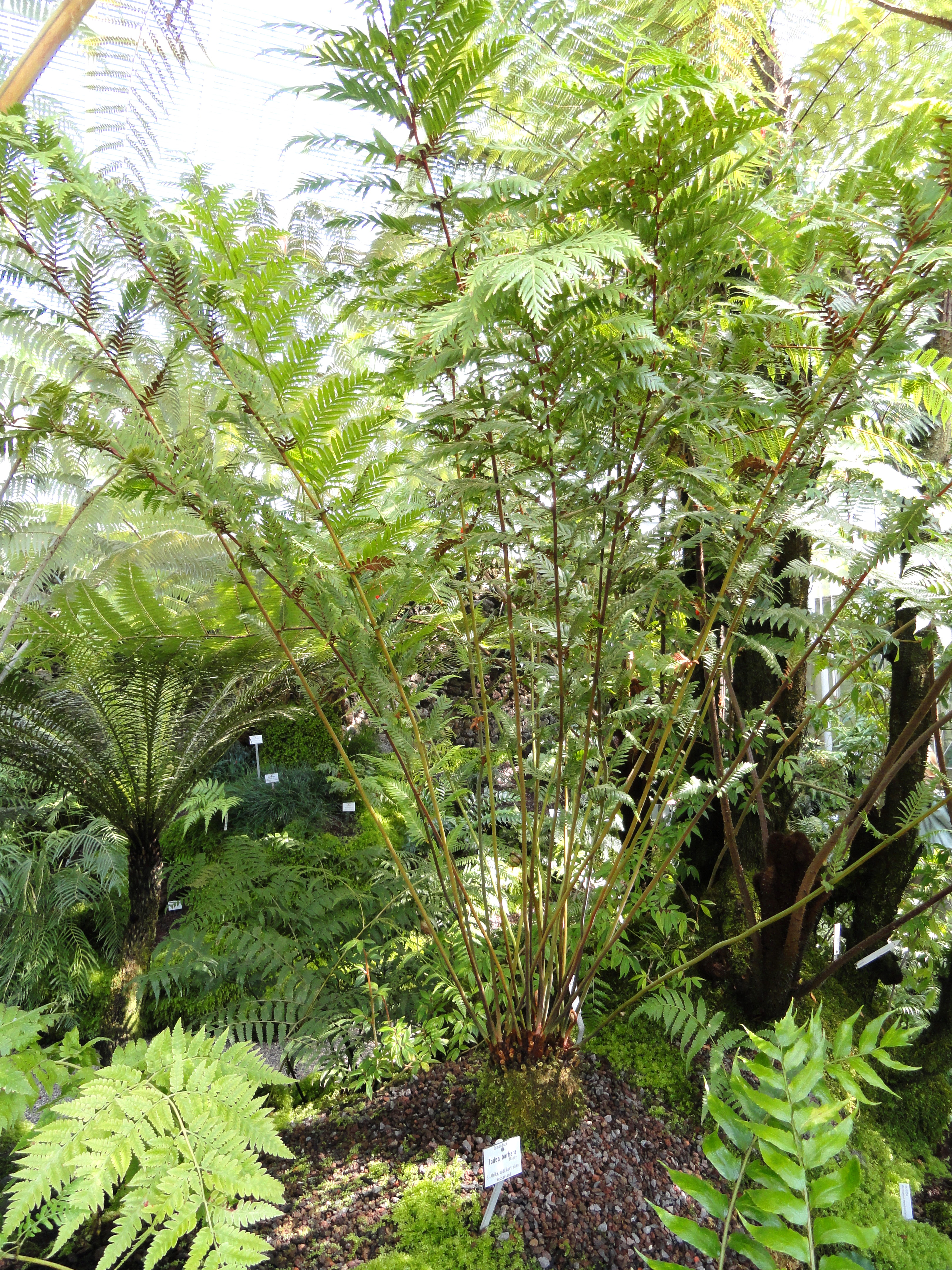
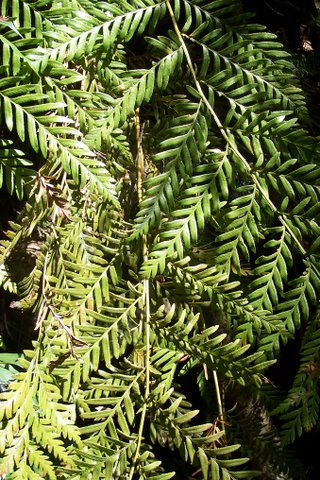